# بيغيورون
بيغيورون (بالإنجليزية: Bigerhorn)‏ هو أحد جبال سلسلة جبال الألب بينيني وجزء من القمة الأم بالفرين يقع في كانتون فاليز، سويسرا. يبلغ ارتفاع الجبل حوالي 3626 متر، بينما يبلغ ارتفاع نتوء الجبل 32 متر.